# A Close Shave (album)
A Close Shave è il primo album in studio del gruppo musicale britannico Brendan Croker & the 5 O’Clock Shadows, pubblicato nel 1986.
L'album venne registrato agli studi Offbeat di Kirkstall, Leeds, nel West Workshire. Il tecnico del suono è Tony 'Jukeboy' Bonner.
La copertina riproduce una fotografia di Tony Watson.

## Tracce
1. Love Crazy - 2:30 (Tampa Red)
2. Chains - 2:15 (Goffin/King)
3. Brown Skin Girl - 3:17 (Jessie Fuller/Bob Will)
4. Hard Times - 4:00 (Skip James)
5. Sober - 3:05 (R. Penniman)
6. Hobo's Lullaby - 4:50 (Goebel, Reeves)
7. Hawaiian Two Step - 3:40 (Sam McGhee)
8. Furniture Man - 4:50 (tradizionale)
9. Lonesome Whistle Blues - 4:30 (Davis/Williams)
10. Everyday Be Like a Holiday - 3:38 (William Bell)
11. Let That Liar Pass On By - 3:05 (inno tradizionale)
12. Blood Done Signed My Name - 1:10 (inno tradizionale)

## Formazione

### Brendan Croker & the 5 O'Clock Shadows
- Brendan Croker - voce solista, chitarra
- Mr. Creswell - chitarra solista, voce
- Nigel Brooke - basso, voce
- Graeme 'Traffic' Pollard - batteria, percussioni, voce

### Altri musicisti
- Snake Davis - sassofono in Everyday Be Like a Holiday
- Dave Foster - armonica in Sober